# Helena Bušová
Helena Bušová, född 21 oktober 1911 i Prag, Böhmen, Österrike-Ungern, död 28 november 1986 i Winnipeg, Kanada, var en tjeckisk skådespelare. Bušová studerade skådespeleri vid Pragkonservatoriet 1931-1935. Sedan spelade hon vid teatrar som Vlasta Burian-teatern och Vinohrady-teatern. Hon medverkade i över 40 filmer under åren 1932-1948.
1949 fick hon tillstånd att arbeta i Storbritannien och valde sedan att stanna där. 1957 flyttade hon med sin familj till Kanada. På äldre dagar ville hon återvända till Tjeckoslovakien, men den kommunistiska regimen vägrade ge henne visum och hon blev kvar i Winnipeg fram till sin död 1986.

## Filmografi, urval
- 1934 – Hej-rup!
- 1934 – Okénko
- 1936 – Ulicnice
- 1937 – Tři vejce do skla
- 1946 – Att leva är underbart